# Purwosari (Baturraden)
Purwosari  is een plaats en bestuurslaag (kelurahan) in het onderdistrict (kecamatan) Baturraden in het regentschap Banyumas van de provincie Midden-Java, Indonesië. Purwosari telt 5.771 inwoners (volkstelling 2010).